# Anja Harteros
Anja Harteros (neugriechisch Χαρτερός; * 23. Juli 1972 in Bergneustadt) ist eine deutsche Opernsängerin (Sopran).

## Leben
Anja Harteros wuchs in Bergneustadt als Tochter eines griechischen Vaters und einer deutschen Mutter auf, sie hat noch eine Schwester und einen Bruder. Schon in ihrer Jugend führten sie ihre Eltern an die klassische Musik und den Gesang heran. Schließlich entdeckte ihr Musiklehrer am Wüllenweber-Gymnasium in Bergneustadt ihr Talent und riet zu einer professionellen Ausbildung ihrer Stimme. Im Alter von 14 Jahren begann sie 1986 neben der Schule ihre Gesangsausbildung bei Astrid Huber-Aulmann in Gummersbach.
Ihre ersten Auftritte hatte sie bei Institutskonzerten und bei einer Schulaufführung als Gräfin in Figaros Hochzeit 1990 am Wüllenweber-Gymnasium, 1992 gab sie ein erstes Konzert an der Kantonsschule Schwyz in der Schweiz. Ab 1990 wurde sie über viele Jahre vom Dirigenten und Solo-Repetitor der Kölner Oper Wolfgang Kastorp im Hinblick auf die musikalische Interpretation der erarbeiteten Partien betreut. Kastorp begleitete sie auch bei verschiedenen Konzerten am Klavier.
Nach dem Abitur im Jahre 1991 studierte sie Gesang bei Liselotte Hammes an der Hochschule für Musik Köln. Ihre Gesangslehrerin Huber-Aulmann betreute sie auch während ihres Studiums weiter bis zu ihrem Examen im Frühjahr 1996. Schon während des Studiums fanden 1993 und 1994 weitere Konzertreisen mit Astrid Huber-Aulmann nach Russland und in die USA statt, auf welchen die Sängerin große Beachtung fand. Bereits vor ihrem Examen wurde sie als festes Ensemblemitglied am Schillertheater der Stadt Gelsenkirchen und Wuppertal engagiert. Nach ihrem Examen 1996 war sie festes Ensemblemitglied an der Oper Bonn.
Mit dem Gewinn des Wettbewerbs Cardiff Singer of the World der BBC und der Welsh National Opera im Sommer 1999 begann ihre internationale Karriere. Binnen kürzester Zeit sang sie an den renommierten Bühnen weltweit. In Cardiff lernte sie Sir Peter Jonas kennen, der sie kurz danach an die Bayerische Staatsoper nach München rief, wo sie seither besonders oft gastiert. Zu ihren weiteren Wirkungsorten zählen Frankfurt am Main, Lyon, Amsterdam, Oslo, Tokio, Dresden, Paris, London, Zürich, Hamburg, Wien, New York, Mailand und Berlin (Deutsche Oper und Staatsoper) sowie die Salzburger Festspiele.
Anja Harteros arbeitet mit Dirigenten wie Daniel Barenboim, Riccardo Chailly, Sir John Eliot Gardiner, Bernard Haitink, Mariss Jansons, Marek Janowski, Philippe Jordan, Sir Gilbert Levine, James Levine, Fabio Luisi, Zubin Mehta, Riccardo Muti, Kent Nagano, Sir Roger Norrington, Sir Antonio Pappano, Kirill Petrenko, Sir Simon Rattle, Donald Runnicles oder Christian Thielemann.
Im Rahmen der Münchner Opernfestspiele 2005 sang sie die Titelpartie in einer Neuproduktion von Händels Alcina (auch als CD-Edition), wo sie zu den Festspielen 2009 die Partie der Elsa in Lohengrin übernahm. Im Januar 2010 sang sie die Mimì aus La Bohème an der Oper Köln. 2011 gab sie ihr Rollendebüt als Feldmarschallin in Der Rosenkavalier bei den Internationalen Maifestspielen am Hessischen Staatstheater Wiesbaden. An der Bayerischen Staatsoper übernahm sie 2013 die Partie der Donna Leonora in der Premiere von La forza del destino. Im Frühjahr 2015 gab sie an der Seite von Jonas Kaufmann ihr Rollendebüt als Aida in Giuseppe Verdis gleichnamiger Oper. Am 12. März 2017 folgte ihr Debüt als Maddalena in Umberto Giordanos Oper Andrea Chénier an der Bayerischen Staatsoper, zusammen wieder mit Jonas Kaufmann in der Titelrolle und dem Bariton Luca Salsi als Carlo Gérard. Ein häufiger Bühnenpartner von Anja Harteros ist auch der tschechische Tenor Pavel Černoch. Am 24. März 2018 gab Harteros zur Eröffnung der Osterfestspiele Salzburg die Titelpartie in Giacomo Puccinis Tosca an der Seite von Aleksandr Antonenko und Ludovic Tézier gemeinsam mit der Sächsischen Staatskapelle Dresden unter Christian Thielemann. Ebenfalls unter Thielemann gab Anja Harteros im Juli 2018 ihr Debüt bei den Bayreuther Festspielen als Elsa in einer Neuinszenierung des Lohengrin.
Ihr Repertoire umfasst darüber hinaus Partien wie Elettra (Idomeneo), Contessa (Le nozze di Figaro), Donna Anna (Don Giovanni), Fiordiligi (Così fan tutte), Agathe (Der Freischütz), Elisabeth (Tannhäuser), Eva (Die Meistersinger von Nürnberg), Sieglinde (Die Walküre), Leonora (Il trovatore), Violetta Valéry (La traviata), Amelia (Simon Boccanegra), Elisabeth von Valois (Don Carlos), Desdemona (Otello) und Alice Ford (Falstaff), Micaëla (Carmen) sowie die Titelpartien in Arabella und Ariadne auf Naxos.
Neben der Operntätigkeit widmet sich Anja Harteros auch dem Konzert- und Liedgesang. Sie gab Konzerte und Liederabende in vielen Städten Deutschlands und des Auslandes (Schwarzenberg/Hohenems, Boston, Florenz, London, Edinburgh, Vicenza, Tel Aviv etc.). Ihre Lieder-CD Von ewiger Liebe mit Wolfram Rieger wurde mit dem Orphée d’Or ausgezeichnet. Ihr 2021 bei Warner erschienenes Album mit Orchesterliedern von Richard Wagner, Alban Berg und Gustav Mahler wurde von der Fachzeitschrift Oper! als CD des Monats ausgezeichnet.

## Auszeichnungen
- 1999: Gewinnerin beim internationalen Wettbewerb BBC Cardiff Singer of the World
- 2005 Festspielpreis der Münchner Opernfestspiele
- 2007: Ernennung zur Bayerischen Kammersängerin[2]
- 2009: Sängerin des Jahres der Zeitschrift Opernwelt
- 2010: Verleihung des 1. Kölner Opernpreises[15]
- 2013: Verleihung der Bayerischen Europa-Medaille[16]
- 2015: Sängerin des Jahres bei den International Opera Awards
- 2017: Sängerin des Jahres der Zeitschrift Opernwelt [17]
- 2018: Bayerischen Verdienstorden[18]
- 2018: Europäischer Kulturpreis Taurus